# 588108 Boteropop
588108 Boteropop è un asteroide della fascia principale. Scoperto nel 2007, presenta un'orbita caratterizzata da un semiasse maggiore pari a 3,152485 UA e da un'eccentricità di 0,022612, inclinata di 13,840965° rispetto all'eclittica.